# Plön
Plön (duń. Pløn, pol. hist. Płonia) – miasto powiatowe w Niemczech w kraju związkowym Szlezwik-Holsztyn, siedziba powiatu Plön oraz związku gmin Großer Plöner See. Liczy ok. 12,8 tys. mieszkańców. Otoczone jest przez jeziora, z których największe to Großer Plöner See.

## Historia

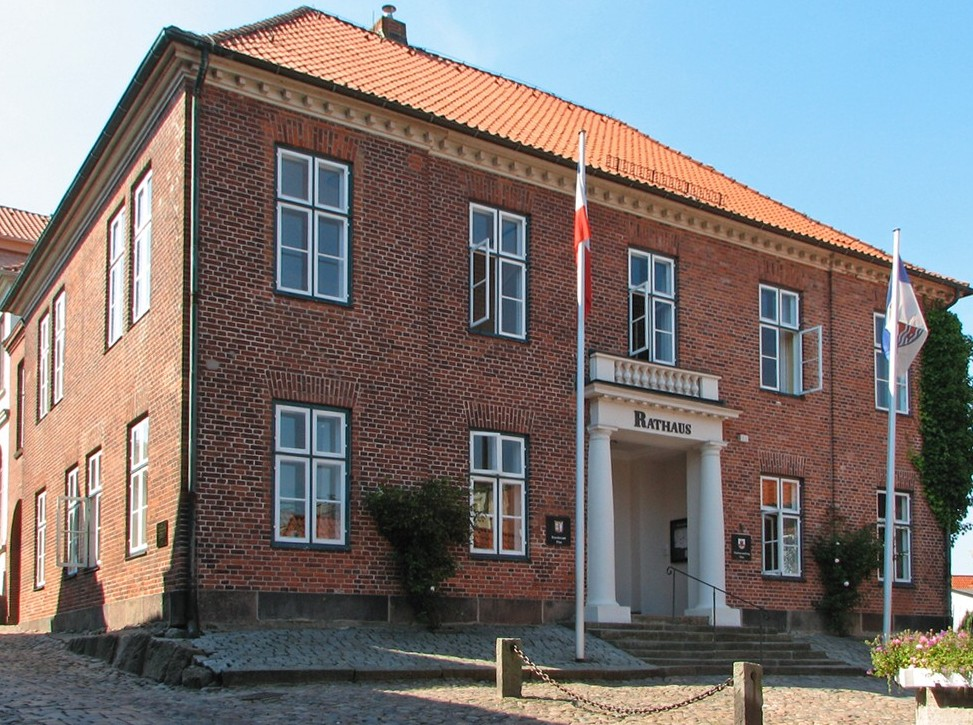
Ratusz w Plön

We wczesnym średniowieczu ośrodek polityczny słowiańskiego plemienia Wagrów, wchodzących w skład Związku Obodryckiego. Według kronikarza Helmolda znajdowała się tu świątynia bogini Podagi. Prawdopodobnie tu zginął książę Budiwoj w starciu z władcą Obodrytów Krutem.

## Osoby urodzone w Plön
- Karl Mauss - dowódca Wehrmachtu

## Współpraca międzynarodowa
- Ksour-Essaf, Tunezja
- Plau am See, Meklemburgia-Pomorze Przednie
- Жилино (Żylino), Rosja